# Gabriela Rivadeneira
Gabriela Alejandra Rivadeneira Burbano (Quito, 25 de julio de 1983) es una política ecuatoriana, ocupó el cargo de asambleísta nacional. Entre 2013 y 2021 se desempeñó como Presidenta de la Asamblea Nacional de Ecuador. Ha ocupado además los cargos de gobernadora de Imbabura, viceprefecta provincial, vicealcaldesa de Otavalo y concejala cantonal.

## Biografía
Nació el 25 de julio de 1983 en Quito y se mudó a corta edad a la ciudad de Otavalo. Realizó sus estudios secundarios en el colegio Santa Juana de Chantal, donde se graduó como bachiller con especialización Químico Biológica. Fue además presidenta del consejo estudiantil del colegio. Años después realizó sus estudios superiores en la Universidad Politécnica Salesiana, tras lo que obtuvo el título de licenciada en Gestión para el Desarrollo Local Sostenible.
Desde joven estuvo comprometida con causas sociales, siendo fundadora a los 14 años del grupo cultural Mirarte. Desde el mismo llevó a cabo protestas a través de murales y grafitis contra la base estadounidense ubicada en ese entonces en el Aeropuerto Internacional Eloy Alfaro de Manta y contra el Plan Colombia. Mirarte eventualmente ganó un premio de la Unesco y produjo la película infantil "Sara o la espantapájaros".
En el año 2000 fue elegida reina del Yamor de Otavalo, lo que le permitió darse a conocer en la ciudad por su trabajo en el ámbito social y cultural.

### Ascenso en la política
Su popularidad la llevó a participar en las elecciones cantonales de 2004 con el apoyo del alcalde Mario Conejo, logrando ser elegida concejala de Otavalo por el Movimiento de Unidad Plurinacional Pachakutik. En 2006 fue nombrada vicealcaldesa de Otavalo y tanto ella como Conejo anunciaron su salida de Pachakutik argumentando discrepancias con la dirigencia nacional. Ambos fundaron la agrupación política Minga Cultural, que posteriormente se unió al movimiento Alianza PAIS.
Para las elecciones seccionales de 2009 fue elegida viceprefecta provincial de Imbabura por Alianza PAIS.
En julio de 2011 dejó la viceprefectura tras ser nombrada gobernadora de Imbabura por el presidente Rafael Correa, convirtiéndose en la primera mujer en ocupar dicho cargo. Su paso por la gobernación debilitó su relación con los grupos indígenas de su provincia, particularmente tras la detención del dirigente Marco Guatemal, quien fue apresado en octubre de 2011 y acusado de terrorismo y sabotaje por su participación en protestas contra el proyecto de Ley de Recursos Hídricos que en ese entonces se debatía en la Asamblea. Aunque Rivadeneira negó haber ordenado la detención, fue declarada persona non grata por la Federación de Indígenas y Campesinos de Imbabura.
En noviembre de 2011 ingresó a la dirección nacional de Alianza PAIS como representante de las juventudes del movimiento. En los años siguientes continuó aumentando su influencia dentro del movimiento oficialista, recibiendo elogios de figuras como el entonces presidente de la Asamblea Nacional, Fernando Cordero Cueva, y del presidente Rafael Correa, quien la calificó en 2012 como su "posible sucesora".
El 9 de noviembre de 2012 renunció al cargo de gobernadora para participar como candidata a la Asamblea Nacional en las elecciones legislativas del año siguiente. Rivadeneira encabezó la lista de asambleístas nacionales de Alianza PAIS y se convirtió en la asambleísta electa más votada, con casi tres millones y medio de votos.

### Presidenta de la Asamblea Nacional

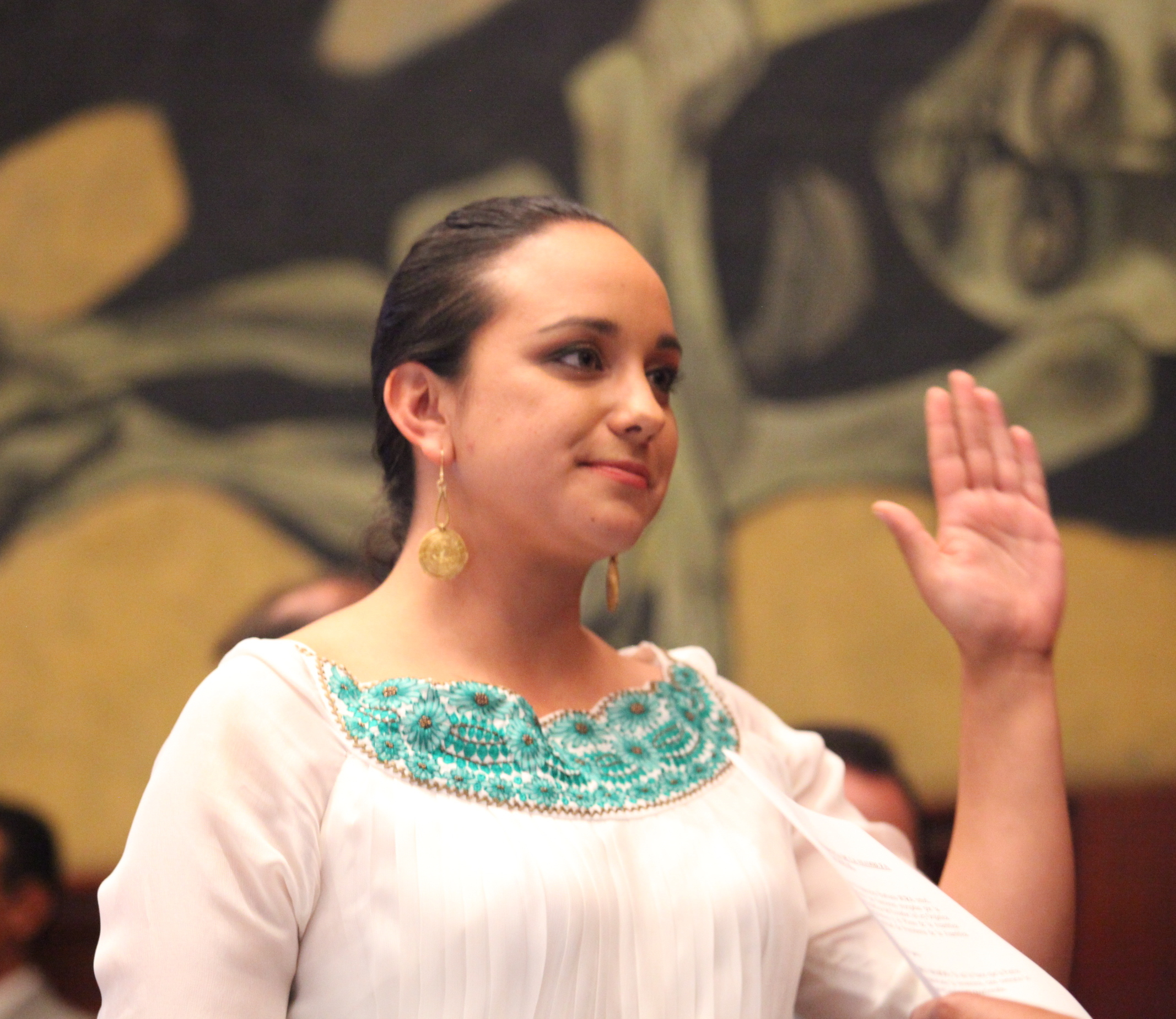
Gabriela Rivadeneira durante su investidura como presidenta de la Asamblea Nacional

El 14 de mayo de 2013, durante la sesión inaugural del período legislativo, Rivadeneira fue elegida presidenta de la Asamblea Nacional con 107 votos a favor, 9 en contra y 20 abstenciones. Su nombre fue propuesto por la asambleísta María Alejandra Vicuña. Durante su discurso de posesión aseveró que legislaría "desde todos y para todos", además de mencionar el compromiso que significaba ser una de las personas más jóvenes en dirigir un parlamento en América Latina.
A lo largo de sus 4 años de gestión como presidenta se aprobaron más de 65 proyectos de ley, entre ellos la Ley de Cultura, la Ley de Recursos Hídricos, el Código General de Procesos y el Código Orgánico Integral Penal, que integró por primera vez al femicidio como figura penal. Durante los debates en la Asamblea se posicionó a favor del uso medicinal del cannabis y de la reelección indefinida, aunque evitó pronunciarse sobre la despenalización del aborto.
En junio de 2014, el gobierno de Chile, a través del embajador Gabriel Ascencio, impone a Gabriela Rivadeneira la condecoración Orden Bernardo O’Higgins, en el Grado Cruz.
Entre febrero y junio de 2016 ocupó la presidencia del Parlamento Latinoamericano. Su gestión se enfocó en consolidar la integración de la Comunidad de Estados Latinoamericanos y Caribeños y a recoger experiencias exitosas de los diversos parlamentos.
El 15 de febrero de 2017, días antes de las elecciones generales de 2017, sufrió un atentado fallido al recibir un sobre bomba en su despacho de la Asamblea. En menos de 48 horas aparecieron cuatro sobres adicionales con explosivos, uno de ellos dirigido a la periodista Janet Hinostroza. Rivadeneira rechazó enérgicamente el hecho y aseveró que "Independientemente de cualquier diferencia política, lo que debe primar es la vida y el respeto a la integridad de todo ser humano".

### Vida política posterior
En las elecciones generales de 2017 fue reelegida como asambleísta nacional, manteniéndose como la mujer más votada de la Asamblea y recibiendo incluso mayor votación que los candidatos presidenciales Guillermo Lasso y Cynthia Viteri, quienes obtuvieron el segundo y tercer lugar respectivamente en la elección presidencial.
Días antes de la posesión de Lenín Moreno como presidente constitucional, Rivadeneira fue nombrada secretaria ejecutiva de Alianza PAIS. Desde su puesto fue una de las protagonistas de la pugna interna del movimiento oficialista entre la facción afín al expresidente Rafael Correa y la afín al presidente Moreno. El 31 de octubre de 2017, Rivadeneira dirigió una sesión de la directiva nacional en que se destituyó a Moreno de su calidad de presidente del movimiento, aunque la decisión no fue reconocida por el Consejo Nacional Electoral. El comité de ética de Alianza PAIS sancionó días después a Rivadeneira y a ocho directivos más por el intento de destitución a Moreno con seis meses de suspensión de sus derechos como adherentes.
Durante las Manifestaciones en Ecuador de 2019 por las medidas económicas del gobierno de Moreno, Rivadeneira solicitó asilo y protección política a México. El gobierno de Andrés Manuel López Obrador ofreció "protección y resguardo" a la asambleísta opositora en la embajada de México de Quito. Rivadeneira junto a otros coidearios, han afirmado ser perseguidos políticos. El 9 de enero de 2020, Rivadeneira viajó a México junto a su esposo en calidad de asilada política.

## Controversias
En octubre de 2013 recibió críticas al aseverar durante un debate en el pleno de la Asamblea, haciendo referencia a la letra de una canción del grupo Quilapayún, que en la historia de Ecuador pocos habían tenido mucho y muchos no habían tenido nada y que se debía "virar la tortilla, que los pobres coman pan y los ricos mierda". Días más tarde presentó disculpas públicas por sus declaraciones y aseguró que sus palabras se referían al "saqueo" perpetrado por compañías transnacionales en el país.